# Biserica fortificată din Moardăș

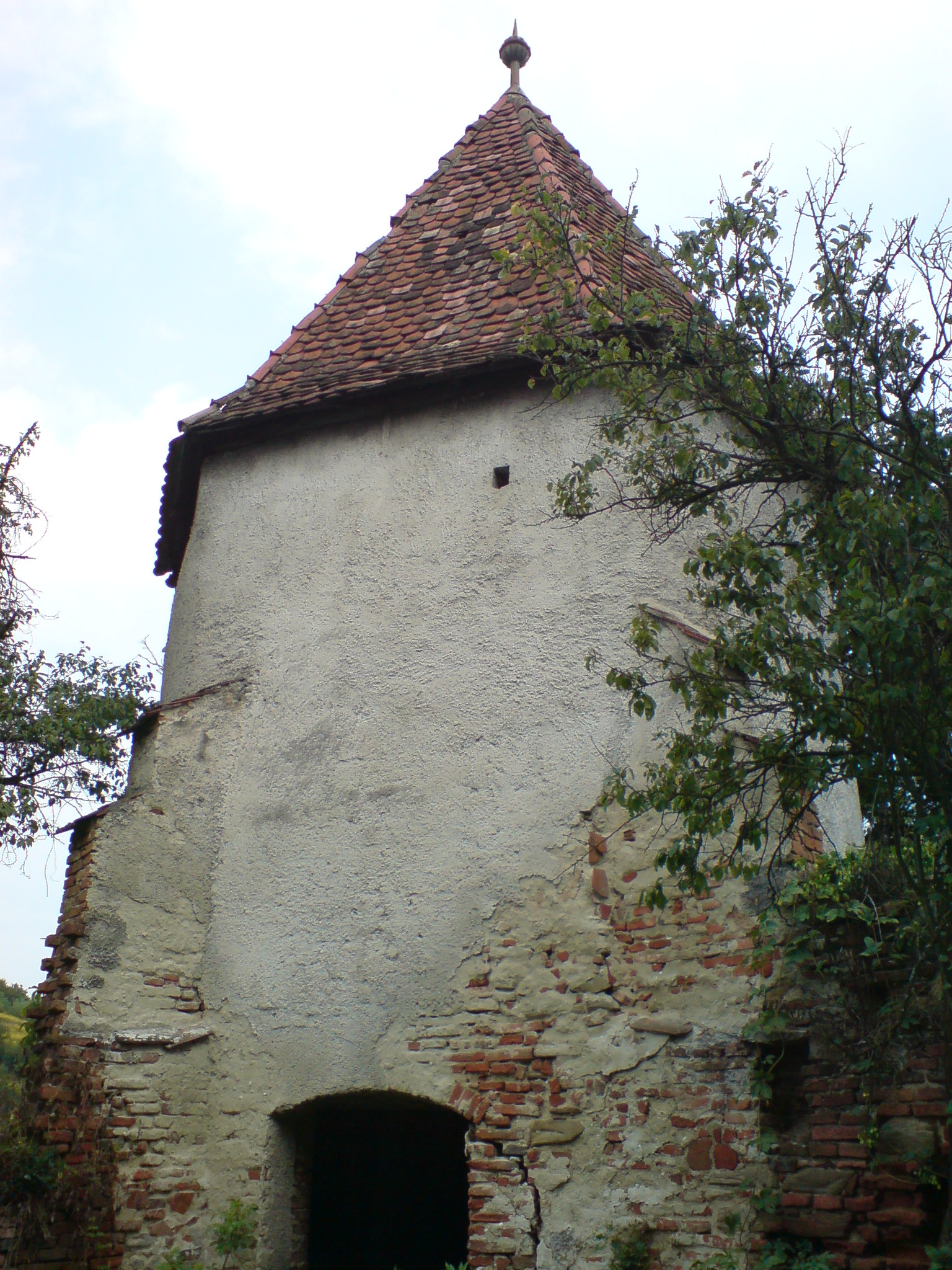
Turnul de nord-est

Biserica fortificată din Moardăș este un monument istoric și de arhitectură de la sfârșitul secolului al XIV-lea. Biserica a fost construită în stil gotic și s-a aflat inițial sub patronajul Sfântului Nicolae. În secolul al XVI-lea comunitatea săsească din Moardăș a adoptat reforma protestantă, ocazie cu care lăcașul de cult a devenit evanghelic.

## Renovările din anul 2010
Restaurarea monumentului a început în anul 2010 cu ajutorul unor voluntari din Germania și a unei donații a ambasadorului SUA în România, Mark Gitenstein, din fondul de rezervă pentru proiecte culturale (Ambassadors Fund for Cultural Preservation).